# لوتس (سيارات)
شركة لوتس للسيارات هي شركة تقنيات بريطانية متخصصة في تطوير المحركات وصناعة سيارات السباق. يقع مقر الشركة في هيذيل، نورفولك بإنجلترا. تأسست سنة 1952. وهي الآن مملوكة بالكامل لشركة بروتون الماليزية وذلك بدءًا من عام 1996 عندما اشترت الشركة الحصة الغالبة من الأسهم.

## إسبريت إكس 180 آر 1991
في عام 1990 كانت (لوتس) بحاجة إلى برنامج سباقات يروّج لـ(إسبريت) في السوق الأمريكيّة، وللقيام بهذا قامت الشركة بتطوير (إسبريت إس إي) لتشارك في بطولة سباقات (إس سي سي إيه). السيّارة الجديدة الخاصة بالسباقات أطلق عليها اسم (تايب 105) وشجّعت هذه السيارة (لوتس) على صنع سيّارة قويّة جديدة مخصّصة للسير على الطرق وهكذا وُلد طراز (إكس 180 آر) . وكان يعتمد في تصميمه على طراز (تايب 105) الخاص بالسباقات . كانت السيّارة تحتوي على محرّك مستقيم رباعي الاسطوانات مزوّد بـشواحن توربينية من نوع (غاريت تي بي 03) ويولّد قوّة تبلغ 300 حصان

## وصلات خارجية
- الموقع الرسمي